# Trirhabda labrata
Trirhabda labrata là một loài bọ cánh cứng trong họ Chrysomelidae. Loài này được Fall miêu tả khoa học năm 1907.